# Maria Żebrowska
Maria Łucja Żebrowska (ur. 13 grudnia 1900 w Kordelówce k. Winnicy, zm. 23 kwietnia 1978 w Warszawie) – polska psycholog, pierwszy dziekan utworzonego w 1953 Wydziału Pedagogicznego Uniwersytetu Warszawskiego.

## Życiorys
Urodziła się 13 grudnia 1900 we wsi Kordelówka na Podolu, w rodzinie Kazimierza Jana Skrzywana (1866–1924) i Anny z Chmielewskich (1871–1968). Miała rodzeństwo: Zofię po mężu Pomianowską (zm. 1964), Jerzego Kazimierza (1898–1940), Tadeusza i Stanisława (1902–1971). Ukończyła gimnazjum polskie w Kijowie. W 1919 wraz z rodziną przeniosła się na stałe do Warszawy. Podjęła studia prawnicze na Wydziale Prawa Uniwersytetu Warszawskiego, które w 1921 zmieniła na psychologię. Od 1928 była asystentką prof. Stefana Baleya. W 1931 uzyskała stopień naukowy doktora u boku prof. Władysława Witwickiego. Wykładała na UW prowadząc zajęcia z psychologii wychowawczej i rozwojowej.
Podczas okupacji niemieckiej uczestniczyła w tajnym nauczaniu. Zajmowała się również organizowaniem opieki i ukrywaniem jeńców angielskich zbiegłych z niewoli. Została aresztowana i przez półtora roku, od lutego 1942 do lipca 1943, więziona na Pawiaku i w krakowskim więzieniu Montelupich.
Po wojnie organizowała w Polsce pierwsze uniwersyteckie studia psychologiczne i stworzyła pierwszy podręcznik dla studentów. Pełniła funkcję redaktora naczelnego pisma „Psychologia Wychowawcza”. Po śmierci prof. Baleya objęła stanowisko kierownika Katedry Psychologii Wychowawczej na Wydziale Psychologii Uniwersytetu Warszawskiego. W 1955 uzyskała tytuł profesorski.
Była promotorką pracy doktorskiej Anny Matczak, promowała przyznanie tytułu doktora honoris causa Uniwersytetu Warszawskiego francuskiemu psychologowi Jeanowi Piagetowi 14 maja 1958.
Członek Komitetu Nauk Psychologicznych PAN i przewodnicząca Zarządu Głównego Polskiego Towarzystwa Psychologicznego.
Od 1924 była żoną Tadeusza Marii Żebrowskiego (ur. 1902).
Zginęła tragicznie w wypadku samochodowym 23 kwietnia 1978 w Warszawie, pochowana na cmentarzu Powązkowskim (kwatera 315-4-23,24).

## Ordery i odznaczenia
- Krzyż Kawalerski Orderu Odrodzenia Polski (28 września 1954)[9]
- Złoty Krzyż Zasługi (22 lipca 1950)[10]
- Medal 10-lecia Polski Ludowej (19 stycznia 1955)[11]

## Publikacje
- Dziesięciolecie Zakładu Psychologii Wychowawczej Uniwersytetu Józefa Pilsudskiego, 1928–1938 (1938, redakcja, współautorka: Joanna Kunicka).
- Psychologia rozwojowa. Opracowanie zbiorowe Katedry Psychologii Wychowawczej Uniwersytetu Warszawskiego (1957, redakcja).
- Psychologia rozwojowa dzieci i młodzieży (1966).
- Głos psychologów w dyskusji nad projektem ustawy o zapobieganiu i zwalczaniu demoralizacji i przestępczości nieletnich (1969).
- Formy więzi między jednostkami gospodarczymi w PRL (1976, współautor: Andrzej Byszewski).